# Zez Confrey

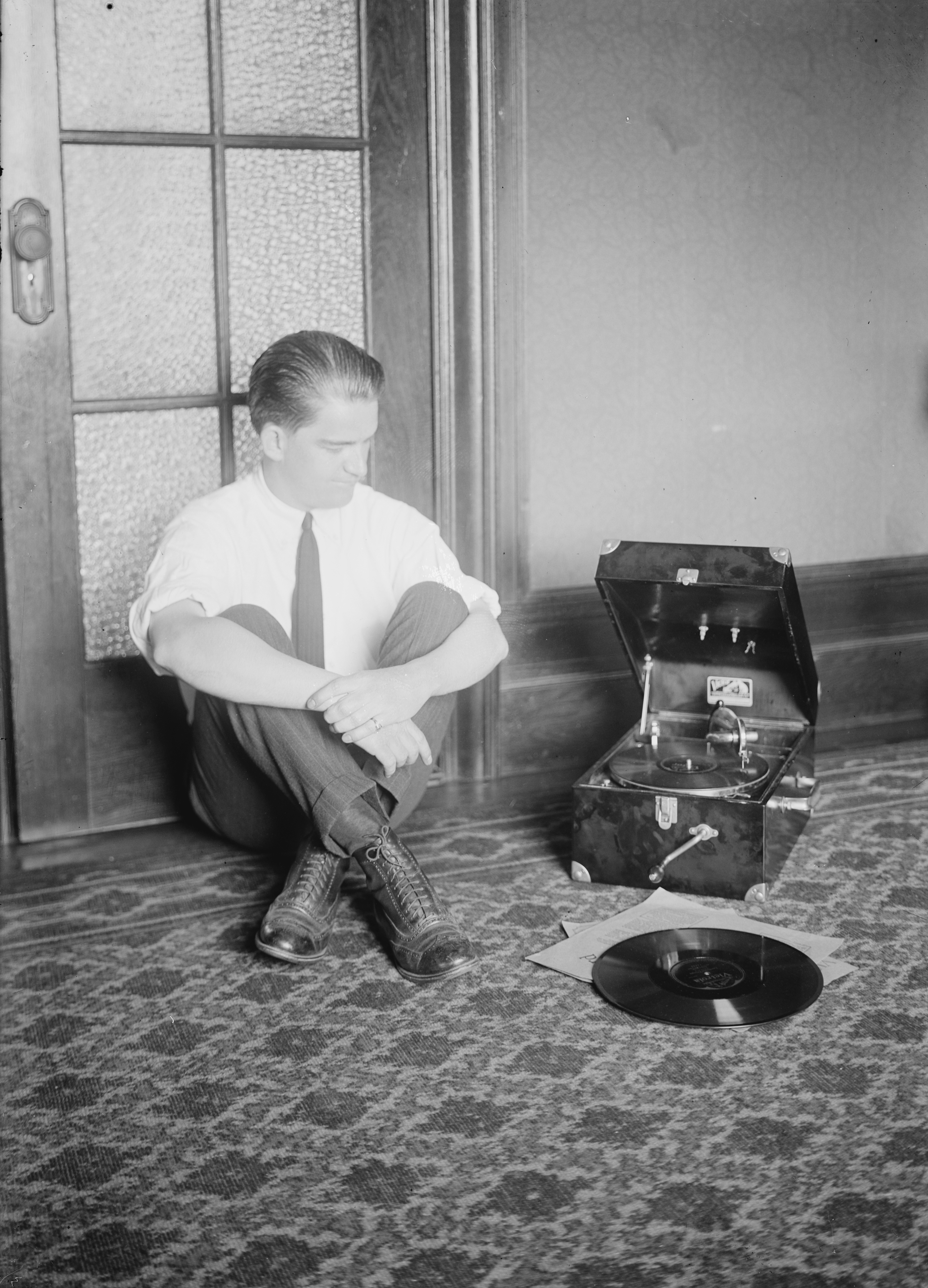
Zez Confrey (mit Grammophon der frühen 1920er Jahre)

Edward Elzear „Zez“ Confrey (* 3. April 1895 in Peru (Illinois); † 22. November 1971 in Lakewood, New Jersey) war ein amerikanischer Komponist und Interpret des Ragtime und Klaviermusik des Novelty-Stils. Er hat mehr als hundert Werke für Piano, aber auch Miniaturopern und Lieder geschrieben und zahlreiche Werke auf Klavierrollen und Schallplatten eingespielt.

## Leben und Werk
Confrey erhielt privaten Klavierunterricht und studierte am Chicago Musical College, wo er mit dem Werk der französischen Impressionisten bekannt wurde. Ihre harmonische Auffassung prägte seinen eigenen Interpretationen und Kompositionen, zu denen sein Bruder James J. Confrey, der Organist war, ihn ermunterte. 1915 war er als Demonstrationspianist im Chicagoer Geschäft von Harry von Tilzer tätig.
Nach der Ableistung seines Wehrdienstes im Ersten Weltkrieg wurde er als Pianist und Arrangeur von der QRS Piano Roll Company angestellt. Eine seiner ersten Einspielungen auf Klavierrolle war seine Komposition The Pets. Ein Aufenthalt im Haus seiner Großmutter, bei dem er eine Katze übers Klavier laufen hörte, inspirierte in zu seinem Novelty-Rag Kitten on the Keys, der 1921 veröffentlicht wurde (und den er im selben Jahr auch als Schallplatte aufnahm). Das Stück, bei dem er die Interpreten aufforderte, Cluster zu spielen, verkaufte sich mehr als eine Million Mal und beeinflusste weitere Komponisten.
Confrey hatte auch in den folgenden Jahren große Erfolge mit seinen Kompositionen Stumbling (1921), You Tell 'Em Ivories (1921), Coaxing the Piano (1922), Dizzy Fingers (1923) und Nickel in the Slot (1923). Er trat auch öffentlich als Pianist auf: So präsentierte er eigene Werke neben George Gershwin bei dem legendären Konzert Experiment in Modern Music, das am 12. Februar 1924 in der Aeolian Hall stattfand. Im selben Jahr wechselte er als Pianist zur AMPICO Company, die Klavierrollen für Instrumente der Marken Mason & Hamlin oder Chickering vertrieb. In den 1930er Jahren schrieb er zunehmend auch für Jazz- und Unterhaltungsorchester. In seinen letzten Lebensjahren litt er an der Parkinson-Krankheit.

## Werkverzeichnis
Für Piano, wenn nicht anders angegeben.
- My Pet (1921)
- Kitten on the Keys (1921)
- You Tell 'em Ivories (1921)
- Poor Buttermilk (1921)
- Greenwich Witch  (1921)
- Stumbling (1922)
- Coaxing the Piano (1922)
- Dumbell (1922)
- Tricks (1922)
- By the Saphire Sea – Lied (1922)
- Nickel in the Slot (1923)
- Dizzy Fingers (1923)
- Three Little Oddities (1923) (for piano or violin and piano)
  - Impromptu
  - Romanza
  - Novelette
- African Suite (1924)
  - High Hattin
  - Kinda Careless
  - Mississippi Shivers
- Anticipation (1924)
- Charleston Chuckles (1925)
- Fantasy – Jazz Arrangement (1925)
- Humorestless (1925)
- Flower Song (1925)
- Spring Song (1925)
- Home Sweet Home (1925)
- Melody in F (1925)
- Träumerei (1925)
- Fantasy – Classical (1926)
- Jay Walk (1927)
- Jack in the Box (1927)
- Walse Mirage (1927)
- Sparkling Waters (1928)
- Concert Etude (1929)
- Heaven’s Garden (1931)
- Moods of a New Yorker (1932)
- Buffoon (1932)
- Champagne (1932)
- Desert Dance (1932)
- In the South of France (1932)
- Indian Prayer (1932)
- Phantom Cadets (1932)
- Wistfullness (1932)
- Grandfather’s Clock (1933)
- Sittin' on a Log Pettin' My Dog (1933)
- Smart Alec (1933)
- Giddy Ditty (1935)
- Rhythm Venture (1935)
- Arabian Maid (1935)
- A Heart Like the Ocean (1935)
- Lullaby from Mars (1935)
- Mouses’ Hooves (1935)
- Tin Pan Symphony (1935)
- The Birds’ Carnival (1935)
- Blue Tornado (1935)
- Rag Doll Dimples (1935)
- Audacity (1936)
- Meandering (1936)
- Tap Dance of the Chimes (1936)
- Ultra-Ultra (1936)
- Oriental Fantasy (1936)
- Home-Run on the Keys (1936)
- Midsummer’s Nightmare (1936)
- Motif du concert (1936)
- Wise Cracker Suite (1936)
  - Yokel Opus
  - Mighty Lackawanna
  - The Sheriff’s Lament
- Sugar Dance (1936)
- Sunshine from the Fingers (1936)
- Sport Model Encore (1937)
- The Hobble De Hoy (1938)
- Della Robbia (1938)
- That Old Piano Roll Band (1943)
- Dancing Shadow (1944)
- Elihu’s Harmonica (1944)
- Parade of the Jumping Beans (1944)
- Pickle Pepper Polka (1944)
- Tune For Mademoiselle (1944)
- Amazonia (1945)
- Butterfly (1945)
- Flutter By, Butterfly (1945)
- Rag Doll Carnival (1945)
- Four Candy Pieces (1949)
- Song of Thanksgiving (1952)
- Four Circus Pieces (1959)
- Fourth Dimension (1959)

## Diskographische Hinweise
- Zez Confrey: Creator of the Novelty Rag, Zez Confrey (1976)
- The Dancing Twenties, Various Artists (1976)
- The Piano Roll Artistry of Zez Confrey, Zez Confrey (1982)